# Agostino Barbarigo (provveditore)

Stemma Barbarigo

Agostino Barbarigo (Venezia, 22 gennaio 1516 – Lepanto, 9 ottobre 1571) è stato un generale veneziano, capitano generale da mar della flotta veneziana e comandante del corno sinistro della flotta cristiana durante la battaglia di Lepanto. Fu anche un importante mecenate, responsabile per la riedificazione sansoviniana di Ca' Bembo a San Trovaso.

## Biografia
Nacque da Giovanni Barbarigo ed Elisabetta Dandolo. Sposò il 5 giugno 1543 Elena Pasqualigo e, in seconde nozze, il 30 aprile 1554, Lucia Pesaro.
Nell'arco della sua vita ricoprì numerosi ruoli amministrativi all'interno della Repubblica di Venezia. Nel 1554 fu inviato come ambasciatore in Francia, dove rimase sino al 1557.
Nel 1561 fu nominato luogotenente nel Friuli, mentre nel 1564 fu eletto capitano di Padova, che tentò di risanare dal disordine nel quale versava.
Il 12 ottobre 1567 venne eletto luogotenente di Cipro, ma non poté assumere la carica poiché due mesi dopo fu nominato commissario ai confini e si decise di eleggere in sua vece Nicolò Dandolo.
Nel 1570, il Senato veneziano, dopo il primo insoddisfacente anno della guerra di Cipro con l'Impero ottomano, nominò come capitano generale da mar proprio il Barbarigo (sostituendo Girolamo Zane) il quale trasmise la carica appena guadagnata a Sebastiano Venier, il 10 aprile 1571.

## La guerra di Cipro
Durante la guerra di Cipro, il Barbarigo si prodigò per temperare l'irruenza di Sebastiano Venier e mantenere miti i toni con gli alleati.
In seguito all'impiccagione di alcuni marinai spagnoli, rei di aver provocato una lite, ordinata dal Venier, don Giovanni d'Austria, comandante della Lega Santa, fu sul punto di far impiccare a propria volta il Venier, ma fu persuaso a stento a ripensarci dallo stesso Barbarigo e da Marcantonio Colonna. Don Giovanni d'Austria decise comunque che, durante i consigli di guerra, l'intrattabile Venier sarebbe stato sostituito dal più posato Barbarigo.

### La battaglia di Lepanto
Nella battaglia di Lepanto, Agostino Barbarigo fu posto al comando dell'ala sinistra della flotta, la quale dovette sostenere il primo scontro con la corrispettiva ala destra ottomana, comandata dall'abile Mehmet Shoraq. L'ala sinistra dello schieramento era la più vicina alla costa e Barbarigo dovette rintuzzare il tentativo di aggiramento avversario, provvedendo prontamente a chiudere il varco. Nell'infuriare della battaglia, alla quale partecipava in prima persona, si alzò la celata dell'elmo per poter impartire gli ordini con più libertà quando fu colpito a un occhio da una freccia nemica. Continuò a combattere finché poté, cedendo successivamente il comando a Federico Nani.
Morì due giorni dopo la battaglia, il 9 ottobre 1571.

## Riconoscimenti
Ad Agostino Barbarigo la Regia Marina ha intitolato un avviso a elica varato nel 1879, un sommergibile di media crociera varato nel 1917 e un sommergibile della classe Marcello varato nel 1938.